# Rolf Wolff
Rolf Wolff (* 12. Januar 1953 in Wuppertal; † 25. Oktober 2021 in Göteborg) war ein deutscher Wirtschaftswissenschaftler und Hochschulmanager. Zuletzt war er bis April 2015 Präsident und Geschäftsführer der privaten Universität EBS Universität für Wirtschaft und Recht in Wiesbaden.

## Leben
Rolf Wolff studierte Betriebswirtschaftslehre in Wuppertal sowie Sozialwissenschaften in Göteborg. Sein deutsches Studium schloss er als Diplom-Ökonom im Jahr 1977 ab. Das Auslandsstudium endete mit einem von der Universität Göteborg verliehenen Mastertitel im Jahr 1979.
Wolff promovierte im Jahr 1981 bei Ekkehard Kappler am Lehrstuhl für Unternehmensführung, Planung und Organisation an der Bergischen Universität Wuppertal mit einer organisations- und lerntheoretischen Arbeit über den „Prozess des Organisierens“. Zweitgutachter der Dissertation war der schwedischstämmige Organisationsforscher Bo Hedberg.
1984 wurde Wolff die Lehrberechtigung und der schwedische Titel „docent“ von der Handelshochschule Stockholm verliehen, was mit einer Habilitation und dem deutschen Privatdozentenstatus gleichzusetzen ist.
Wolff war verheiratet und Vater von fünf Kindern.
Rolf Wolff starb im Oktober 2021 in Göteborg im Alter von 68 Jahren.

## Wirken

### Gründungsdekan der Nordischen Universität Flensburg
Wolff kehrte Mitte der 1980er Jahre nach Deutschland zurück, um Gründungsdekan der privaten Hochschule Nordische Universität in Flensburg zu werden, welche im Wintersemester 1986/1987 ihren Lehrbetrieb aufnahm. Parallel zu dieser Funktion war er zeitweise Geschäftsführer von der Universität nahestehenden Gesellschaften, wie beispielsweise der Technologie- und Gewerbezentrum Flensburg GmbH oder der INDEVO GmbH.
Wegen einer zu geringen Kapitalausstattung wurde die Nordische Universität im Jahr 1989 geschlossen und der Lehrbetrieb eingestellt.

### Tätigkeit in Göteborg und Kopenhagen (1990–2010)
Wolff gründete daraufhin im Jahr 1990 das Gothenburg Research Institute an der Universität Göteborg. Im Jahr 1997 wechselte Wolff als Professor an die dänische Universität Copenhagen Business School. Von 2000 bis 2010 war er anschließend Rektor der wirtschaftswissenschaftlichen und juristischen Fakultät an der Universität Göteborg.

### Präsident der Handelshochschule Stockholm (2012–2013)
Im Jahr 2012 wurde der Hochschulmanager Präsident der Handelshochschule Stockholm. Im Mai 2013 kam es jedoch infolge einer Vertrauenskrise zur vorzeitigen Trennung. Wolff hatte kurz nach seinem Amtsantritt Justin Jenk zum Dean und Leiter der IFL Executive Education ernannt, obwohl dieser wegen Insiderhandels in Griechenland verurteilt worden war. Nachdem die Handelshochschule zunächst bestritt, dass Jenks Verurteilung bekannt war, musste sie später einräumen, dass Jenk Wolff bereits im August 2012 darüber informiert hatte. Schließlich entzog das Board der Handelshochschule Wolff das Vertrauen und es kam zur Trennung.

### Präsident der EBS Universität für Wirtschaft und Recht (2013–2015)
Im Oktober 2013 kehrte Wolff daraufhin erneut nach Deutschland zurück und wurde Präsident der privaten EBS Universität für Wirtschaft und Recht in Wiesbaden. Am 31. März 2015 kündigte der Aufsichtsrat der EBS Wolffs bis 2018 laufenden Vertrag jedoch vorzeitig nach nur eineinhalb Jahren Amtszeit. Wolff verwies zunächst darauf, dass über sein „künftiges Engagement an der Universität“ noch zu reden sein werde, konnte aber seinen Rauswurf nicht mehr aufhalten. Die Vorsitzende des Stiftungsvorstands der EBS Barbara Dauner-Lieb und EBS-Aufsichtsratschef Winfried Zimmermann begründeten Wolffs Kündigung in einer Pressekonferenz unter anderem damit, dass dieser die Kooperation zwischen EBS Business School und EBS Law School nicht genug vorangetrieben habe. Zudem habe Wolff die Kooperation mit ehemaligen Studierenden zu wenig gepflegt. Wolff wies in einer Pressemitteilung darauf hin, dass ihm sein Engagement bei der EBS „einen großen Einsatz“ und seiner Familie „viel Geduld“ mit seinen häufigen Abwesenheiten abverlangt hätten.
Parallel zu seinen akademischen Führungspositionen nahm Wolff immer wieder auch aufsehende Aufgaben in privaten Hochschulen wahr. Beispielsweise saß er bis zum Jahr 2004 im Direktorium der privaten Universität Witten/Herdecke, welche einst von Wolffs Doktorvater Kappler gegründet worden war.
Wolff war zudem seit 2011 Mitglied der Wissenschaftskommission Niedersachsen (WKN) und saß in mehreren Aufsichtsräten, darunter bei der Svenska Handelsbanken und bei der Stena Metall AB in Göteborg. Er war Partner der Unternehmensberatung Cavendi.

## Werke (Auswahl)
- 1982: Der Prozess des Organisierens: Zu einer Theorie des organisationalen Lernens, ISBN 3-922919-03-0